# 磯彎線䲁
磯彎線䲁（學名：Helcogramma desa），為輻鰭魚綱䲁形目三鰭䲁科彎線䲁屬的一個種，是由Jeffery T. Williams 和 Jeffrey C. Howe於2003 年所描述，分布於西太平洋菲律賓及越南海域，深度0至7公尺，體長可達5.5公分，棲息在岩石底質的湧浪區，以藻類為食，雌魚產附著性卵在藻類築的巢，雄魚會守護卵，幼魚為浮游性，生活習性不明。